# 카퓌신 대로 (모네)
카퓌신 대로(프랑스어: Boulevard des Capucines)는 프랑스 인상주의 화가 클로드 모네가 1873년~1874년 사이에 그린 두 점의 유화로, 파리의 유명한 카퓌신 대로의 풍경을 화폭에 담았다. 한 점은 미국 미주리주 캔자스시티의 넬슨앳킨스 미술관 소장본으로, 수직형으로 대로를 따라 오페라 광장을 향해 내려다보는 눈 내린 거리 풍경을 묘사한다. 다른 한 점은 모스크바 푸시킨 미술관 소장본으로, 수평형에 화창한 겨울날의 거리를 보여준다. 1874년 제1회 인상주의 전시에 출품된 것으로 추정된다.
모네는 카퓌신 대로 35번지에 위치한 펠릭스 나다르의 사진 스튜디오에서 이 그림을 그렸다. 높은 시점과 느슨한 붓터치가 특징인 이 작품은, 보는 이로 하여금 길거리의 눈높이보다 훨씬 높은 전망에서 카퓌신 대로의 소란스러움을 엿볼 수 있다. 작품 속 몇가지 특징은 당대 사진과 일본 우키요에 판화와 유사점을 보이며, 모네에게 영향을 주었던 것으로 추정된다.

## 배경
산업화와 근대화가 일상 풍경에 미치는 영향은 인상주의 화가들의 빈번한 관심사였다. 파리 오페라 가르니에 일대 거리는 프랑스 제2제국 시기 조르주외젠 오스만의 도시계획에 따라 새롭게 탈바꿈했다. 모네는 1867년부터 1878년까지 이러한 새로운 파리의 풍경, 유명한 카퓌신 대로 등을 화폭에 담았다.
1874년 4월 15일부터 5월 15일까지 화가·조각가·판화가 무명 협회가 주최한 제1회 인상주의 전시가 카퓌신 대로 35번지에 있던 유명 사진가 펠릭스 나다르의 스튜디오에서 열렸는데, 이곳은 모네가 〈카퓌신 대로〉를 그린 바로 그 장소였다. 이 전시에서는 모네 외에도 세잔, 드가, 모리조, 피사로, 르누아르, 시슬레 등 당대 인상주의 화가들의 작품이 전시되었다.
인상주의라는 명칭 역시 이 전시에서 비롯되었는데, 평론가 루이 르루아가 모네의 〈인상, 해돋이〉를 두고 "인상적이다"라고 조롱했던 것이 계기가 되었다. 같은 전시에 관한 평론에서 쥘앙투안 카스타냐리는 이러한 배경을 더 자세히 설명하며 "그들은 풍경이 아니라 풍경이 만들어내는 감각을 표현한다는 의미에서 인상주의자이다"라고 썼다.

## 상세

### 푸시킨 미술관 소장본

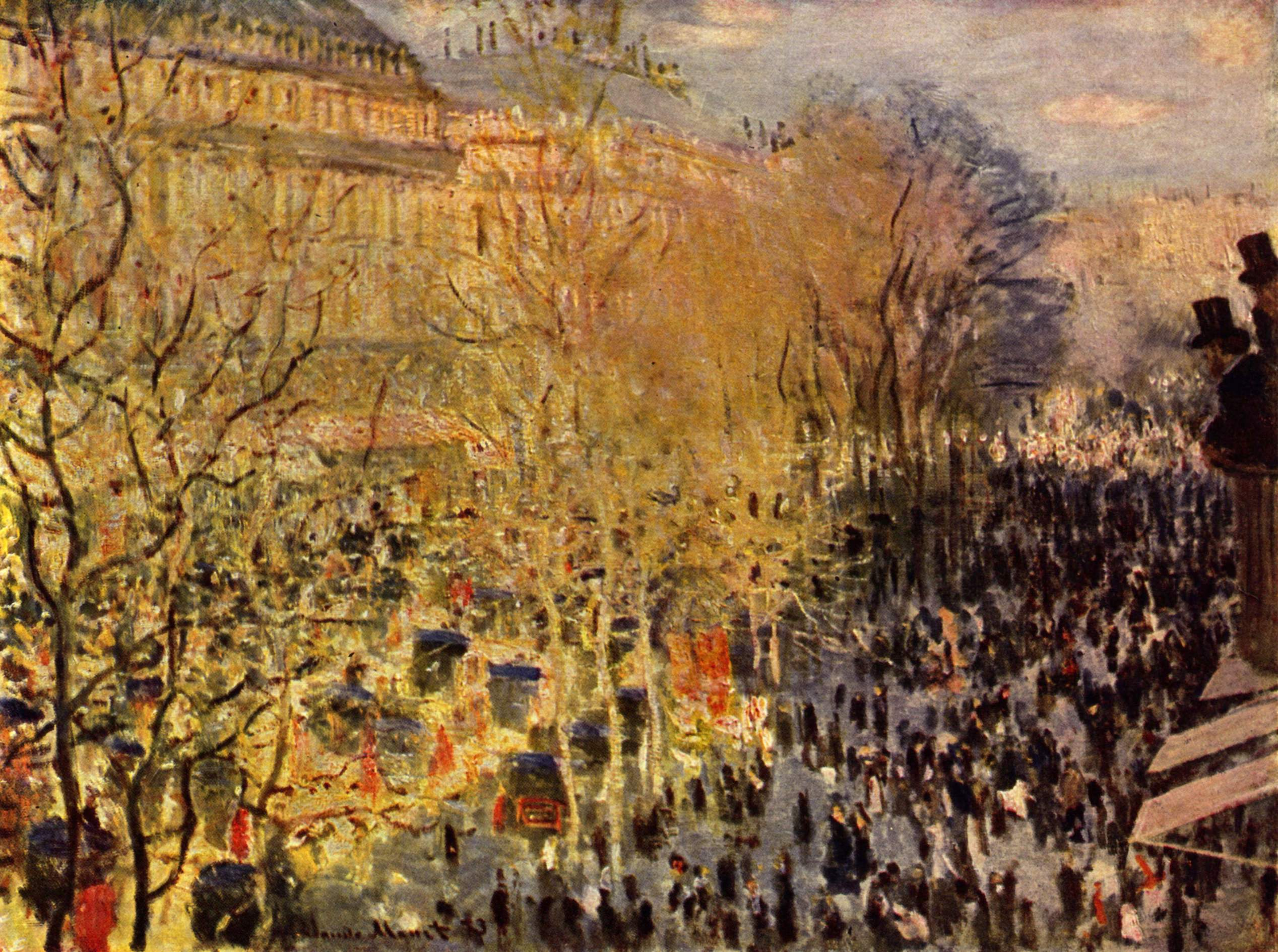
클로드 모네, 〈카퓌신 대로〉(1873년~1874년), 푸시킨 미술관 소장.

러시아 모스크바 푸시킨 미술관 소장본은 수평 구도로 되어 있으며, 겨울 오후의 화창한 풍경을 포착한 가운데 건물 그림자가 그림의 전경에 드리워진 모습이다. 당시 모네는 하루의 다른 시간대에서 조명과 날씨 환경, 캔버스 방향 등 다양한 요소를 실험하였는데, 〈카퓌신 대로〉의 두 작품 역시 그러한 실험의 일환으로 그려졌다.
1874년 제1회 인상주의 전시에 출품된 것은 바로 이 푸시킨 미술관 소장본이라는 것이 학계의 정설이다. 첫 공개 당시 〈카퓌신 대로〉에 대한 평론가들의 반응은 엇갈렸다. 특히 루이 르루아는 작품 속 보행자들을 흐릿하게 뭉개놓은 점에 상당한 혹평을 날렸는데, 1874년 4월 25일 〈르 샤리바리〉지에 기고한 '인상주의 전시'에서 "검은색 혀로 핥은 것 같다"고 비꼬기도 했다. 반면 에르네스트 셰스노는 1874년 5월 7일자 〈파리-주르날〉에서 이 그림에 대해 호평하며, 모네가 "길거리의 비범한 생동감"을 그림에 담았다고 평했다. 미술사학자 조엘 아이작슨은 후술할 수직 구도의 〈카퓌신 대로〉가 전시되었다면 그 색상과 표현이 더욱 차분했다는 점에서 평론가들이 동일하게 반응했을지는 모를 일이라는 견해를 내놓기도 했다.

### 넬슨앳킨스 미술관 소장본

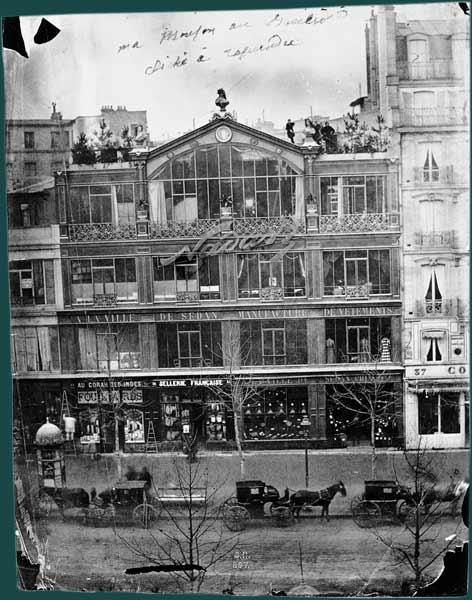
카퓌신 대로 35번지에 위치한 펠릭스 나다르의 스튜디오

미국 캔자스시티 넬슨앳킨스 미술관 소장본은 수직 구도로 되어 있으며, 카퓌신 대로에서 오페라 광장을 바라보는 눈 내린 겨울 풍경을 묘사한다. 그림의 왼편에는 하우스만의 파리 재개발 계획으로 새롭게 단장된 다층 건물이 배경에 드리워져 있으며 파리의 유명 건축물인 그랑 오텔이 보인다. 대로에는 산책하는 사람들, 마차, 상인, 쇼핑객들로 붐비는 모습이다.
그림 전경부의 가로수의 축을 따라서는 노란색과 갈색의 물체가 눈에 띄는데 원통형 광고기둥을 그린 것으로 알려져 있으며, 오른편 전경에는 붉은 분홍색 풍선이 덩어리져 있는 모습이다. 그림의 오른쪽 가장자리에는 신사모를 쓴 인물들이 이웃한 발코니에 서서 길거리의 풍경을 내려다보고 있다. 길거리 사람들의 패턴으로 미뤄보아 보도를 따라 느긋하고 서두르지 않는 걸음을 표현하였으며, 이는 곧 거리 공연이 이제 막 끝나고 보행자들이 작은 무리로 흩어지는 순간을 모네가 포착하였음을 시사한다.

## 분석

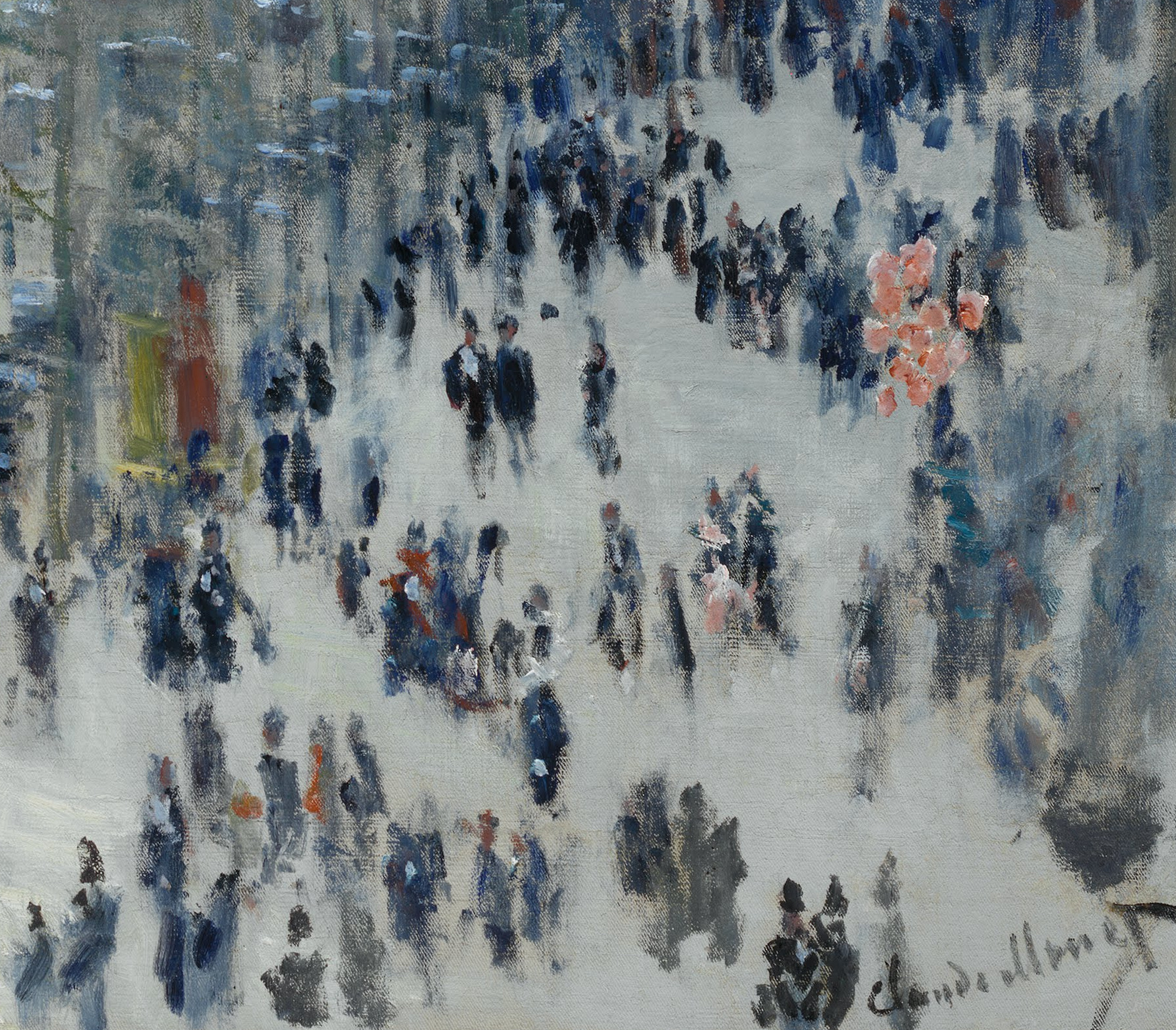
〈카퓌신 대로〉의 세부묘사 속 흐릿한 보행자들의 묘사

이 작품에서 높은 시점의 원근법과 느슨한 붓 터치를 사용한 것은 모네가 1860년대 후반부터 선보인 기법의 대표적인 특징이다. 높은 시점은 수평선을 위로 올려 그림에서 하늘이 차지하는 비중을 줄인다. 또한, 높은 시점은 배경과 전경 간의 색조 대비와 색 채도를 최소화하며, 동시에 보는 이로 하여금 이 풍경이 자기 쪽으로 기울어져 있다고 느끼게 만든다. 보는 이의 입장에서 높은 시점에서 카퓌신 대로의 활기를 볼 수 있기에, 풍경을 들여다보면서도 그 움직임에서는 벗어나 있을 수 있다.
그림 속에서는 보행자와 마차 등 대로 위의 분주한 움직임을 암시하고 있는데, 특히 느슨한 검은색 붓터치로 흐릿하게 그린 인물들을 통해 당시 프랑스 신흥계층이 입었던 검은 외투 (habits noirs)를 드러내고 있다. 이러한 갑작스럽고 짧은 붓터치는 균일한 색의 얼룩으로 보행자의 모습을 형성하며, 명확한 구조적 실루엣 없이 붐비는 보도의 이미지를 만들어낸다. 명암 면에서는 모네가 훗날 "덮어씌우기, 전체에 똑같은 조명을 퍼뜨리기"라 설명한 바와 같이 전체적으로 균일한 조명을 채택하고 있다.
1870년대 초부터 모네는 캔버스의 질감과 그로 인한 영향을 시험해보기 시작하였는데, 가는선의 능직형 캔버스에 알갱이지는 밑칠 물감을 얇게 칠하는 방식을 선호하였다. 넬슨앳킨스 소장본에서는 하나의 밑칠 표면에 물감을 칠하였음이 두드러지는데, 캔버스의 직조에 따라 튀어나온 부분에 물감이 묻어나고, 움푹 들어간 부분은 물감이 닿지 않고 있다. 이는 캔버스의 밝은 부분과 어두운 부분의 구분을 만들어내며, "아른거리는 효과를 줌으로써 겨울철 분위기는 물론 아래쪽 흐릿한 보행자들과 보는 이와의 거리감을 동시에 불러일으키고 있다".

## 영향

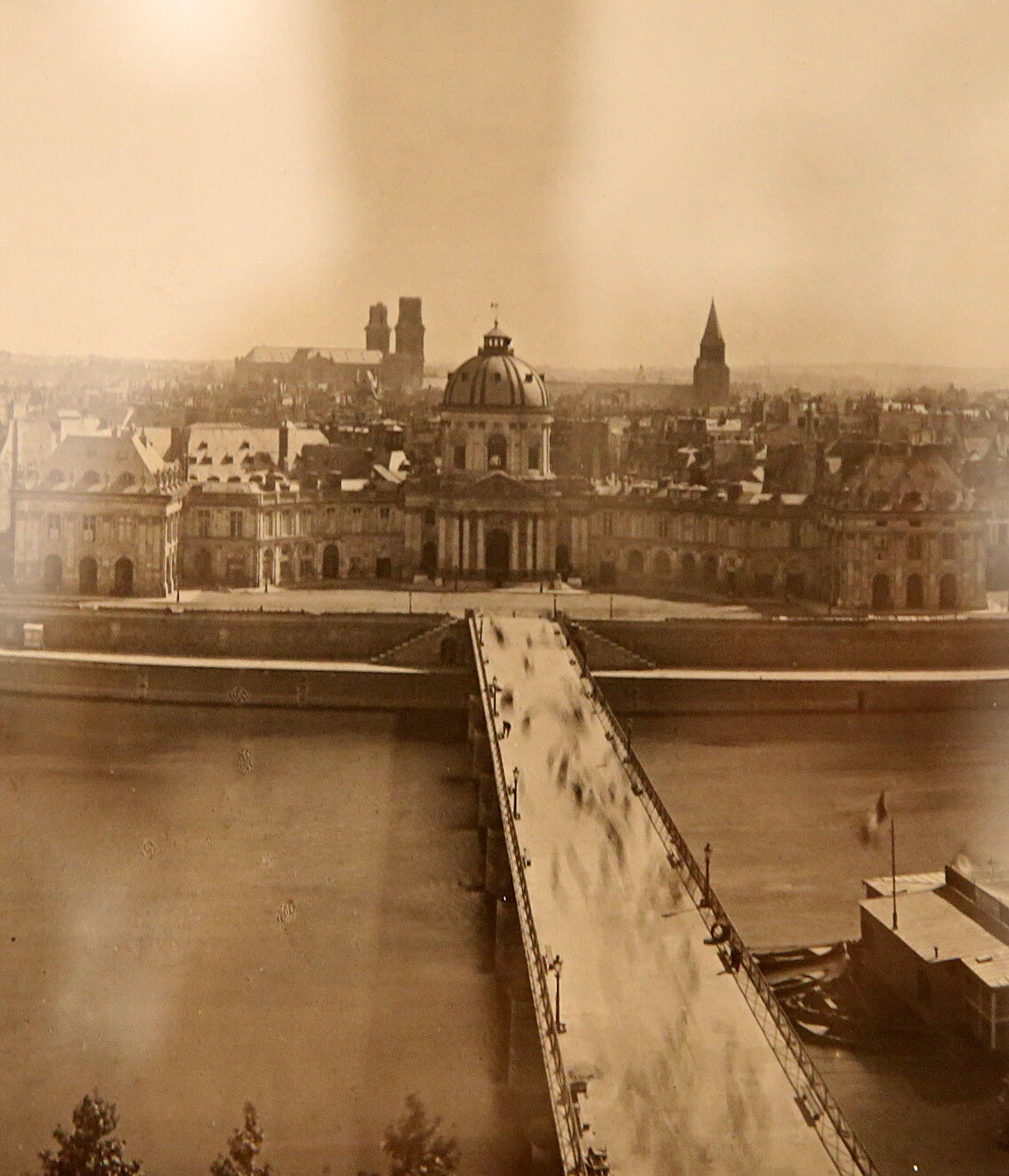
아돌프 브라운, 파리의 파노라마 (퐁데자르의 세부), 1867년

당시 사진 기법과 그로 인한 제약이 모네의 그림에 영향을 미쳤을 수도 있다. 초창기 카메라는 셔터 속도가 느렸기 때문에 움직이는 물체는 사진에서 흐릿하게 나오는 경우가 많았다. 그림 속의 흐릿한 보행자들은 그 시절 카메라로 보통 속도로 걷는 사람들을 찍은 모습을 연상시킨다.
당시 유명 사진가였던 아돌프 브롱 (Adolphe Braun)의 작품도 모네에게 영향을 주었을 가능성도 있다. 브롱의 사진은 높은 시점에서 흐릿한 인물들을 긴 수평선 아래에 두고 찍었는데, 이는 나다르 스튜디오의 2층에서 바라본 모네의 대로 풍경과 유사하다. 모네가 그린 대로의 흐릿한 보행자들은 브라운이 루브르 강변에서 찍은 〈파리의 파노라마〉 연작에서 아르교를 건너는 사람들을 연상케 한다.
인상주의 화가들은 일본의 우키요에 판화에서도 영향을 받았다. 우키요에 판화 역시 수평선이 높고 인물과 사물이 잘려 있는 등, 초창기 사진에서 드러나는 기법과 닮은 면이 많다.

## 같이 보기
- 클로드 모네 작품 목록

## 참고 문헌
1. 1 2 3 4 5 6 7 8  Kelly, Simon; Watson, April M.; Coughlin; McWilliam, Neil (2013). 《Impressionist France: Visions of a Nation from Le Gray to Monet》. Saint Louis, Kansas City: Saint Louis Art Museum, The Nelson-Atkins Museum of Art. 102쪽. ISBN 978-0-300-19695-5.
2. 1 2 3 4 5  Distel, Anne; Hoog, Michael; Moffett, Charles S.; Huyghe, René (1974). 《Impressionism: A Centenary Exhibition, the Metropolitan Museum of Art, December 12, 1974–February 10, 1975》. New York: Metropolitan Museum of Art. 159쪽.
3. 1 2 3 4 5  Isaacson, Joel (Spring 2021). “Monet: Le Boulevard Des Capucines En Carnival”. 《Nineteenth-Century Art Worldwide》 20 (1). doi:10.29411/ncaw.2021.20.1.3.
4. 1 2 3 4 5 6  Callen, Anthea (2000). 〈Chapter Three: Canvas, Texture, and Materiality〉. 《The Art of Impressionism: Painting Technique and the Making of Modernity》. New Haven: Yale University Press. doi:10.37862/aaeportal.00125.006. ISBN 978-0-300-08402-3.
5. ↑  Rubin, James Henry (2008). 《Impressionism and the Modern Landscape: Productivity, Technology, and Urbanization from Manet to Van Gogh》. Berkeley: University of California Press. 4쪽. ISBN 978-0-520-24801-4.
6. 1 2  Simon, Kelly (2013). 《Impressionist France: Visions of Nation From Le Gray to Monet》. Saint Louis, Kansas City: Saint Louis Art Museum, The Nelson-Atkins Museum of Art. 49쪽. ISBN 978-0-300-19695-5.
7. 1 2  Patry, Sylvie; Robbins; Jones; Morton, Mary G. (2024). 《Paris 1874: The Impressionist Moment》. Paris: Musée d'Orsay. 9쪽. ISBN 978-0-300-27848-4.
8. 1 2  Rubin, James Henry (2008). 《Impressionism and the Modern Landscape: Productivity, Technology, and Urbanization from Manet to Van Gogh》. Berkeley: University of California Press. 31쪽. ISBN 978-0-520-24801-4.
9. ↑  Rubin, James Henry (2008). 《Impressionism and the Modern Landscape: Productivity, Technology, and Urbanization from Manet to Van Gogh》. University of California Press. 32쪽. ISBN 978-0-520-24801-4.
10. ↑  Rubin, James Henry (2008). 《Impressionism and the Modern Landscape: Productivity, Technology, and Urbanization from Manet to Van Gogh》. Berkeley: University of California Press. 6쪽. ISBN 978-0-520-24801-4.
11. ↑  Distel, Anne; Hoog, Michael; Moffett; Huyghe, René (1974). 《Impressionism: A Centenary Exhibition the Metropolitan Museum of Art, December 12, 1974–February 10, 1975》. New York: Metropolitan Museum of Art. 46쪽.
12. 1 2  Callen, Anthea (2000). 〈Eleven: The Colour of Modernity〉. 《The Art of Impressionism: Painting Technique and the Making of Modernity》. New Haven: Yale University Press. doi:10.37862/aaeportal.00125.014. ISBN 978-0-300-08402-3.
13. ↑  Koja, Stephan (1994). 《Claude Monet》. 번역 Brownjohn, John. Munich: Prestel. 24쪽. ISBN 3-7913-1671-0.
14. ↑  Scharf, Aaron (1968). 《Art and Photography》. London: Allen Lane The Penguin Press. 129–131쪽.
15. ↑  Scharf, Aaron (May 1962). “Painting, Photography, and the Image of Movement”. 《The Burlington Magazine》 104 (710): 190. JSTOR 873665.